# 平井沙知
平井 沙知（ひらい さち、1984年2月8日 - ）は、日本のグラビアアイドル、元レースクイーンである。プラチナムプロダクションに所属していたが現在は退所している。

## 人物・来歴
- 石川県出身。
- 身長168cm、B90・W58・H87
- 血液型はO型
- 2004年のファルケンギャル
- 芸能人女子フットサルチーム「Team sunny-side up」（現・ZENT sweeties）の元メンバー。
- 自称「アジアンビューティ」

## 出演

### CM
- コムスン
- グッドウィル

### テレビ
- ランク王国（TBS）
- シブスタ（テレビ東京）

### 映画
- バブルへGO!! タイムマシンはドラム式（2007年）

## DVD
- VANITY CASE
- CLOSE TO YOU
- BODY SCANDAL
- WARM YOUR HEART